# Seat Toledo IV
Pour les articles homonymes, voir Seat Toledo.

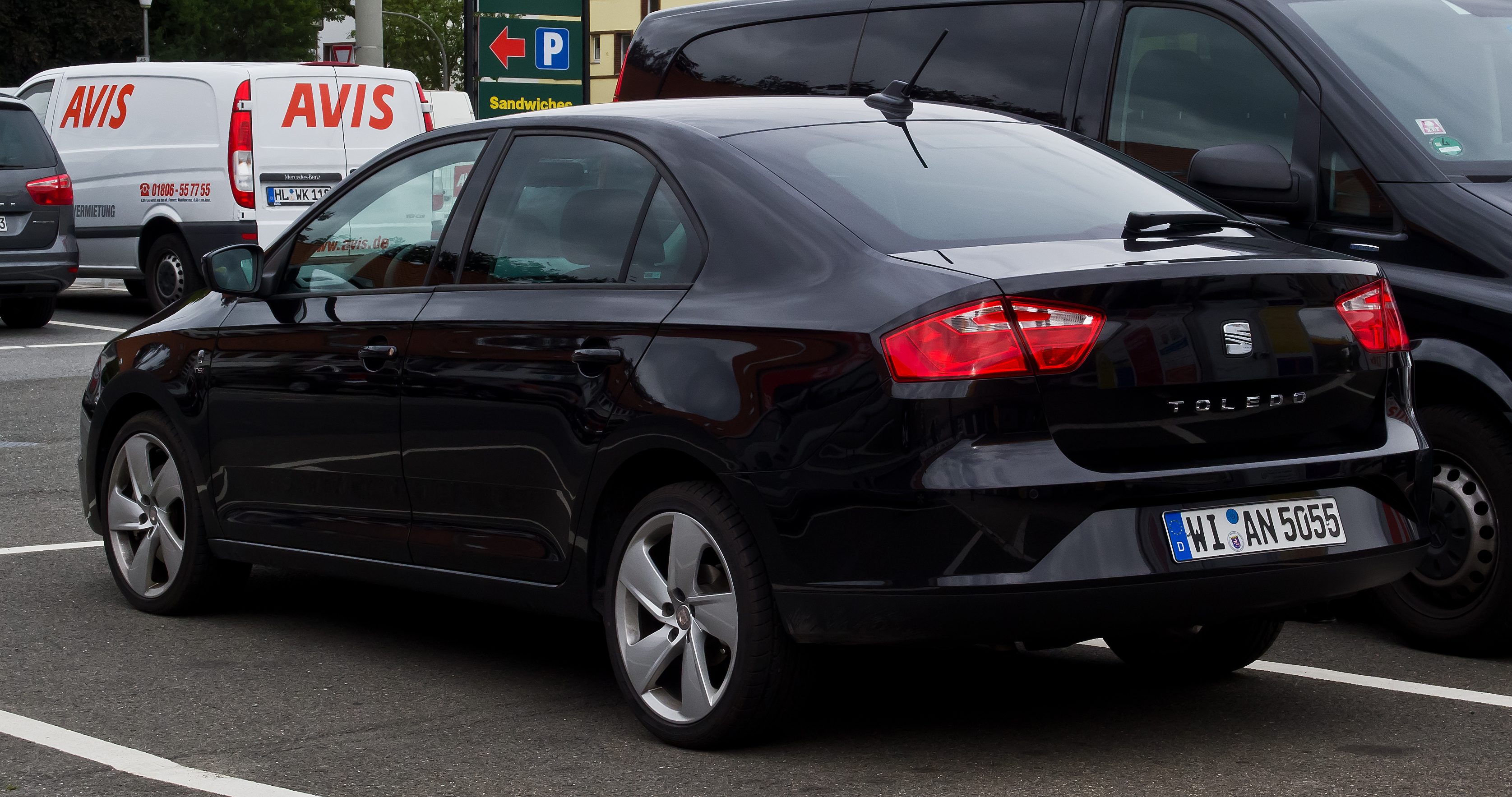
Seat Toledo IV

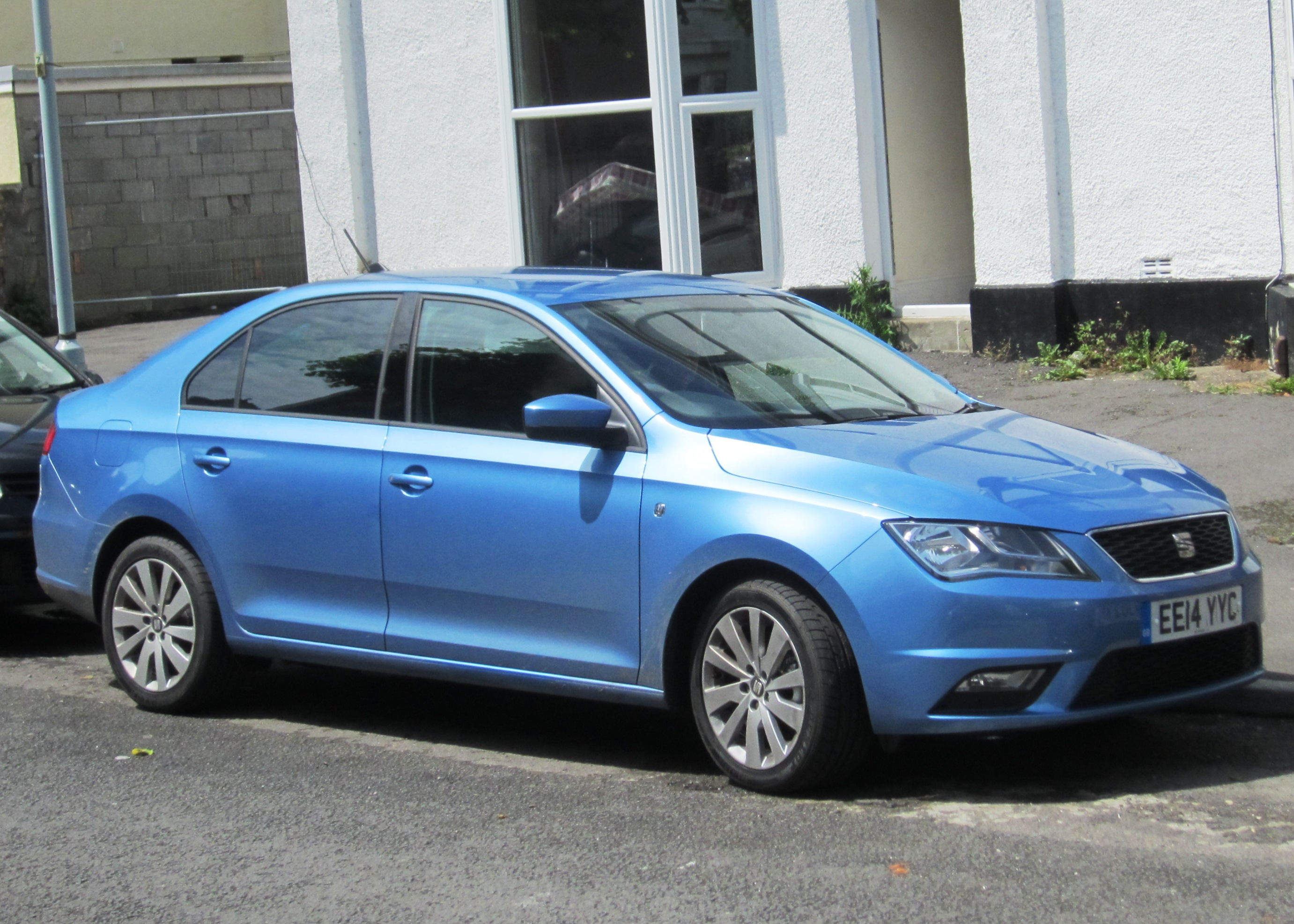
Seat Toledo IV

La Seat Toledo IV est une automobile produite par Seat de 2012 à 2018. Il s'agit de la quatrième génération de la Toledo après la Toledo I (1991 - 1999), la Toledo II (1999 - 2005), et la Toledo III (2005 - 2009). Elle remplace la Toledo de troisième génération et indirectement l'Exeo, mais aussi la Seat Cordoba qui était liée à l'Ibiza.

## Présentation
Cette cousine de la Skoda Rapid est une berline cinq portes aux dimensions compactes, habillée d'une carrosserie trois volumes. Derrière sa ligne plutôt commune se cache un modèle aux tarifs attractifs et plutôt agréable à vivre. Elle propose trois blocs essence turbo (1.2 TSI 85 ch ou 105 ch et 1.4 TSI DSG de 122 ch) et deux diesels 1.6 TDI de 90 et 105 ch.
Depuis 2015, la finition I-Tech s'offre des feux arrière à LED. L'éclairage avant peut désormais recevoir la technologie full LED pour 905 euros supplémentaires.

## Motorisations
Essence :
- 1.2 TSI 85 ch
- 1.2 TSI 90 ch

- 1.2 TSI 105 ch
- 1.2 TSI 110 ch
- 1.0 TSI 110 ch
- 1.4 TSI 122 ch (DSG)

Diesel :
- 1.6 TDI 90 ch
- 1.6 TDI 105 ch
- 1.6 TDI 115 ch

## Finitions
Niveaux de finition disponibles [Où ?][Quand ?]:
- Reference
- Style
- Premium
- Premium Business
- I-Tech

## Production
| Année  | 2011 | 2012 , | 2013 , | 2014 , | 2015 , | 2016   | 2017   | 2018   | 2019  |
| ------ | ---- | ------ | ------ | ------ | ------ | ------ | ------ | ------ | ----- |
| Volume | —    | 5,000  | 21,771 | 16,541 | 19,728 | 18,029 | 13,146 | 10,151 | 1,506 |